# Thremma gallicum
Thremma gallicum är en nattsländeart som beskrevs av Mclachlan 1880. Thremma gallicum ingår i släktet Thremma och familjen Uenoidae. Utöver nominatformen finns också underarten T. g. arvernense.